# Роза Койзеклиева
Роза Мишева Койзеклиева е българска историчка, просветна деятелка, общественичка и революционерка, деятелка на Македонската младежка тайна революционна организация (ММТРО), подразделение на Вътрешната македонска революционна организация и една от основателките на Тайната културно-просветна организация на македонските българки (ТКПОМБ).

## Биография
| “ | VOJNOM SUDU V ARMIJSKE OBLASTI Viši vojni sud, veće kod Generalštaba Jug. Armije, rasmotrio je presudu, Vojnog suda - Stipske vojne oblasti od 17 maja 1945 god. sud BR. 186/45 u krivičnom predmetu protiv optuženijh, Kojzeklieve Miševe Roze, profesorke iz Štipa, Aleksova Ivanov Simeona, ovčara iz sela Buništa, sreza Kočanskog, Bojčeva Dimitrov Eftima, bivšeg sreskog načelnika u Strumica, Gičeva Gerasimov Dr. Todor, lekara iz Štipa, Hadži Kimova Eftimov Hadži Gligora, knjižara iz Štipa, koji su zbog dela... osudjeni na smrt i gubitak gradjanske časti za uvek, a Bojčev, Dr. Gičev i Hadži Kimov i na konfiskaciju imovine, pa je tu presudu u pogledu krivičnog dela POTVRDIO, a u pogledu ozrečenih kazni PREINACIO i optužene je kaznio kako sledi: 1/ Kojzeklijovu Miševa Rozu, na 10 (deset) godina robije i gubitak gradjanske časti za 5 (pet) godina. 2/ Aleksova Ivanov Simeona, na 15 (petnaeset) godina robije i gubitak gradjanse časti za 10 (deset) godina. 3/ Bojčeva Dimitrov Eftima, na doživotnu robiju, trajan gubitak gradjanske časti i konfiskaciju imovine. 4/ Gičeva Gerasimov Dr. Todora, na 15 (petnajst) godina robije gubitak gradjanske časti za 10 (deset) godina i konfiskaciju imovine. 5/ Hadži Kimova Eftimov Hadži Gligora, na 15 (petnajst) godine robije, gubitaj gradjanske časti za 10 godina i konfiskaciju imovine... | ” |
|   | |   |

Койзеклиева е родена към 1902 година в Щип, тогава в Османската империя. Учи в Щип и завършва сръбската гимназия в Скопие и после учи история във Философския факултет в Скопие. Още като студентка се включва в ТКПОМБ. След Скопския студенски процес, Койзеклиева, останала неразкрита, продължава тайната си дейност за поддържане на българщината в Щип. Забранено ѝ е да преподава в Македония и е назначена в Ниш.
След присъединяването на по-голямата част от Вардарска Македония към България през 1941 година Койзеклиева става учителка по история в гимназия в Скопие.
След края на Втората световна война, в 1945 година, Койзеклиева е арестувана още в първите дни на новата македонистка комунистическа власт и измъчвана. Осъдена е на 11 години затвор в концентрационния лагер в Идризово. Умира преди края на третата си година в затвора.